# Monte Cornacchia - Bosco Faeto
Monte Cornacchia - Bosco Faeto este o arie protejată (arie specială de conservare — SAC, sit de importanță comunitară — SCI) din Italia întinsă pe o suprafață de 6.952 ha, integral pe uscat.

## Localizare
Centrul sitului Monte Cornacchia - Bosco Faeto este situat la coordonatele 41°21′57″N 15°09′26″E / 41.365833°N 15.157222°E.

## Înființare
Situl Monte Cornacchia - Bosco Faeto a fost declarat sit de importanță comunitară în iunie 1995 pentru a proteja 1 specie de plante și 32 de specii de animale. Situl a fost protejat și ca arie specială de conservare în iulie 2015.

## Biodiversitate
Situată în ecoregiunea mediteraneană, aria protejată conține 7 habitate naturale: Galerii de Salix alba și de Populus alba, Păduri de stejar alb estice, Păduri panonice-balcanice de stejar turcesc - stejar sesil, Păduri de fag din Apenini cu Taxus și Ilex, Păduri pe pante, grohotișuri și ravene de Tilio-Acerion, Pajiști uscate seminaturale și facies de acoperire cu tufișuri pe substraturi calcaroase (Festuco-Brometalia) (* situri importante pentru orhidee), Lacuri eutrofice naturale cu vegetație de tip Magnopotamion sau Hydrocharition.
La baza desemnării sitului se află mai multe specii protejate:
- plante (1): Stipa austroitalica
- păsări (24): uliu păsărar (Accipiter nisus), ciocârlie-de-câmp (Alauda arvensis), cucuvea (Athene noctua), porumbel gulerat (Columba palumbus), ciocănitoare pestriță mare (Dendrocopos major), presură de munte (Emberiza cia), muscar-gulerat (Ficedula albicollis), capîntortură (Jynx torquilla), sfrâncioc roșiatic (Lanius collurio), ciocârlie de bărăgan (Melanocorypha calandra), gaia neagră (Milvus migrans), gaia roșie (Milvus milvus), ciocănitoarea verde (Picus viridis), pițigoi-pungar (Remiz pendulinus), sitar de pădure (Scolopax rusticola), turturică (Streptopelia turtur), huhurez mic (Strix aluco), silvie de câmp (Sylvia communis), Sylvia hortensis, mierlă (Turdus merula), sturz-cântător (Turdus philomelos), sturz (Turdus pilaris), sturzul de vâsc (Turdus viscivorus), strigă (Tyto alba)
- amfibieni (2): Bombina pachypus, Triturus carnifex
- mamifere (1): lupul (Canis lupus)
- nevertebrate (3): Cordulegaster trinacriae, fluturele auriu (Euphydryas aurinia), Euplagia quadripunctaria
- reptile (2): șarpele cu patru dungi (Elaphe quatuorlineata), țestoasa de baltă (Emys orbicularis)

Pe lângă speciile protejate, pe teritoriul sitului au mai fost identificate 17 specii de plante, 9 specii de amfibieni, 4 specii de mamifere, 9 specii de reptile.